# 007 エブリシング オア ナッシング
『007 エブリシング オア ナッシング』 (Everything or Nothing) は、2004年2月11日に発売された007を題材にしたエージェントアクションゲームの一つ。2004年2月17日にはアメリカでも発売された。

## ストーリー
オックスフォード大学でナノロボット盗難事件が発生し、そのプロジェクトの担当者であるカトヤ・ナダノバも失踪してしまった。盗難されたナノロボットには金属を溶かせる化学物質が内蔵されており、それを反欧米のロシア人活動家であるニコライ・ディアボロが悪用しようと画策している。ボンドはディアボロの野望を阻止するため、立ち上がる。

## キャラクター
- ジェームズ・ボンド／ピアース・ブロスナン（吹き替え：堀内賢雄）
- ニコライ・ディアボロ／ウィレム・デフォー（吹き替え：大塚芳忠）
- M／ジュディ・デンチ（吹き替え：弥永和子）
- Q／ジョン・クリース（吹き替え：塚田正昭）
- ミス・ナガイ／伊東美咲（吹き替えも本人が担当）
- カトヤ・ナダノバ博士／ハイジ・クラム（吹き替え：野沢由香里）
- セリーナ・サンジェルマン／シャノン・エリザベス（吹き替え：高乃麗）
- エージェント・マイア・スターリング／マイア（吹き替え：高島雅羅）
- アルカジー・ヤヤコフ／キース・ザラバッカ（吹き替え：辻親八）
- ジャン・ラ・ローグ／マーク・グラウ（吹き替え：中田和宏）
- サッフォー（吹き替え：古田信幸）
- 将軍／アレックス・フェルナンデス（吹き替え：梁田清之）
- メッセージ・ガール（吹き替え：間宮知子）
- 番兵（吹き替え：水内清光、花輪英司、坪井智浩、竹田雅則、堀越省之助）
- ジョーズ／リチャード・キール（吹き替えなし）

## 主題歌
- Everything or Nothing/Mya

## 登場武器
この作品では前作『007 ナイトファイア』と違い、登場する武器のほとんどが実名で登場する。
P99
プレイヤーが使用できる武器の中で特に初期装備となっている自動拳銃。威力は低いものの、唯一サプレッサーが装着ができ、敵に気づかれることなく先手を取ったり出来るのが強みである。装弾数10発
デザートイーグル
P99より連射と装弾数が劣るが威力が高い自動拳銃。主に敵が所持している場合が多いが一部ミッションでは初期装備になることもある。装弾数6発
MP5K
連射に優れた短機関銃。しかし集弾性が悪く無駄打ちするとすぐに弾薬が尽きるため使いどころを考える必要がある。装弾数15発
SPAS12
接近戦では非常に強力な散弾銃。攻撃力が高く、警備兵やごろつきを一撃で仕留めることができる。またトライアンフ・デイトナ600(バイク)に乗っている時も使用可能。実際はセミオートとポンプアクションの切り替えが可能だが、徒歩ではセミオート、トライアンフ搭乗時はポンプアクションで使用している。装弾数はセミオート時8発、ポンプアクション時無限。
AK74
ペルーのミッションでは敵兵のメイン武器として登場している自動小銃。武器としてはバランスが良いため、銃撃戦では大いに活躍する。装弾数20発。作中ではAK74と表記されているが、外観はAK-47となっている
SIG SG552
ミッションの大半で使用できる自動小銃。AK74よりも装弾数が多く射程も長い。一部ミッションでは初期装備にもなっている。装弾数30発
ドラグノフ
遠距離からの狙撃に特化した武器。直撃した警備兵はどんな距離でも一撃で倒すことが可能。殆どの場合敵が所持している。回収することでボンドアクションになることもあるが、ボンドにとって敵への攻撃には実用性がない(同じ遠距離攻撃系のAT-420と比べると弾速は速い為、回避する敵には向いている)。装弾数5発
AT-420
威力の高いロケット弾を発射するロケットランチャー。銃弾が効きにくい装甲車両に非常に有効な武器だが、対象との距離によっては自爆する危険性もある。装弾数4発
黄金銃
純金製の自動拳銃。ある条件を満たすとチートが使用可能となり、ポーズ画面でコマンド入力をすると使用可能となる。1発で大ダメージを与える事ができ、P99と弾薬を共有できる
プラチナガン
外見は黄金銃と同じだが、本体がプラチナで出来ている自動拳銃。本編を完全クリア後にチートコードが出現し、そのコードをポーズ画面中に入力すると使用可能となる。命中後爆発する為、即死級の攻撃力(ボスでも3発で倒せる)を持ち、ゲーム上最強の攻撃力を持っている。黄金銃同様にP99と弾薬が共有できる

## 乗り物
アストンマーティン・V12ヴァンキッシュ
ポルシェ・カイエンターボ
ポルシェの高級SUV。装備はルーフに内蔵されたミサイル、車体前方に搭載された機関銃、一部ミッションではクラスター爆弾、車体の姿を隠すことができるクローキング機能が備わっている。主にペルーのミッションで乗ることができる
トライアンフ・デイトナ600
トライアンフ製のスポーツバイク。主な装備はロケット、火炎放射器、フロントフェアリングに内蔵されている武器収納タンクにはショットガンが搭載されている。カウンターウエイトが搭載されており、車体を平行に倒して障害物の回避もできる。主にペルーのミッションで使用する。

## ゲームボーイアドバンス版とその他の違い
- ミッションの数やPS2版にはないストーリーが存在する。